# Dashon Goldson
Dashon Hugh Goldson (* 18. September 1984 in Carson, Kalifornien) ist ein ehemaliger US-amerikanischer American-Football-Spieler auf der Position des Safety.

## Frühe Jahre
Goldson ging auf die High School in Harbor City, einem Stadtteil von Los Angeles. Später ging er auf die University of Washington, wo er zwischen 2003 und 2006 Football für die Collegefootballmannschaft der Universität spielte.

## NFL

### San Francisco 49ers
Goldson wurde im NFL-Draft 2007 in der vierten Runde als 126. Spieler von den San Francisco 49ers ausgewählt. In seiner ersten Saison war er als Backup für den 49ers-Safety Mark Roman vorgesehen und er brachte es auf zehn Spiele. Ab 2009 war er erste Wahl auf seiner Position. Er absolvierte alle 16 Spiele als Starter, ihm gelangen 94 Tackles 4 Interceptions und 3 erzwungene Fumbles. In der Saison 2010 gelang ihm sein erster Touchdown. 2011 und 2012 wurde er in den Pro Bowl gewählt. 

### Tampa Bay Buccaneers
Am 13. März 2013 wechselte er zu den Tampa Bay Buccaneers. Am 16. September 2013, im Spiel gegen die New Orleans Saints tacklete er deren Runningback Darren Sproles mit einem „Helm-zu-Helm-Hit“, wofür er von der NFL für ein Spiel gesperrt wurde. Außerdem musste Goldson eine 100.000-$-Strafe bezahlen.

### Washington Redskins
Am 3. April 2015 wurde Goldson zu den Washington Redskins getradet. Hier wurde er zum Kapitän der Defensive ernannt. Am 7. März 2016 wurde er jedoch bereits wieder entlassen.

### Atlanta Falcons
Am 28. August 2016 unterschrieb er einen Ein-Jahres-Vertrag bei den Atlanta Falcons. Am 19. Oktober 2016 wurde er bereits wieder entlassen. Am 20. Dezember 2016 wurde er erneut von den Falcons unter Vertrag genommen. Er erreichte mit den Falcons den Super Bowl LI, welcher aber mit 28:34 gegen die New England Patriots verloren wurde. In diesem Spiel kam er jedoch nicht zum Einsatz.